# VFTS 682
VFTS 682 è una stella di Wolf-Rayet della Grande Nube di Magellano, situata visualmente nella costellazione del Dorado, a circa 170 000 anni luce dalla Terra. Con una massa stimata in 150 volte quella del Sole è una delle stelle più massicce conosciute.
Si trova circa 30 parsec a nord-est del massiccio ammasso aperto R136, nella Nebulosa Tarantola.